# Kriegerehrendenkmal Friedhofsweg

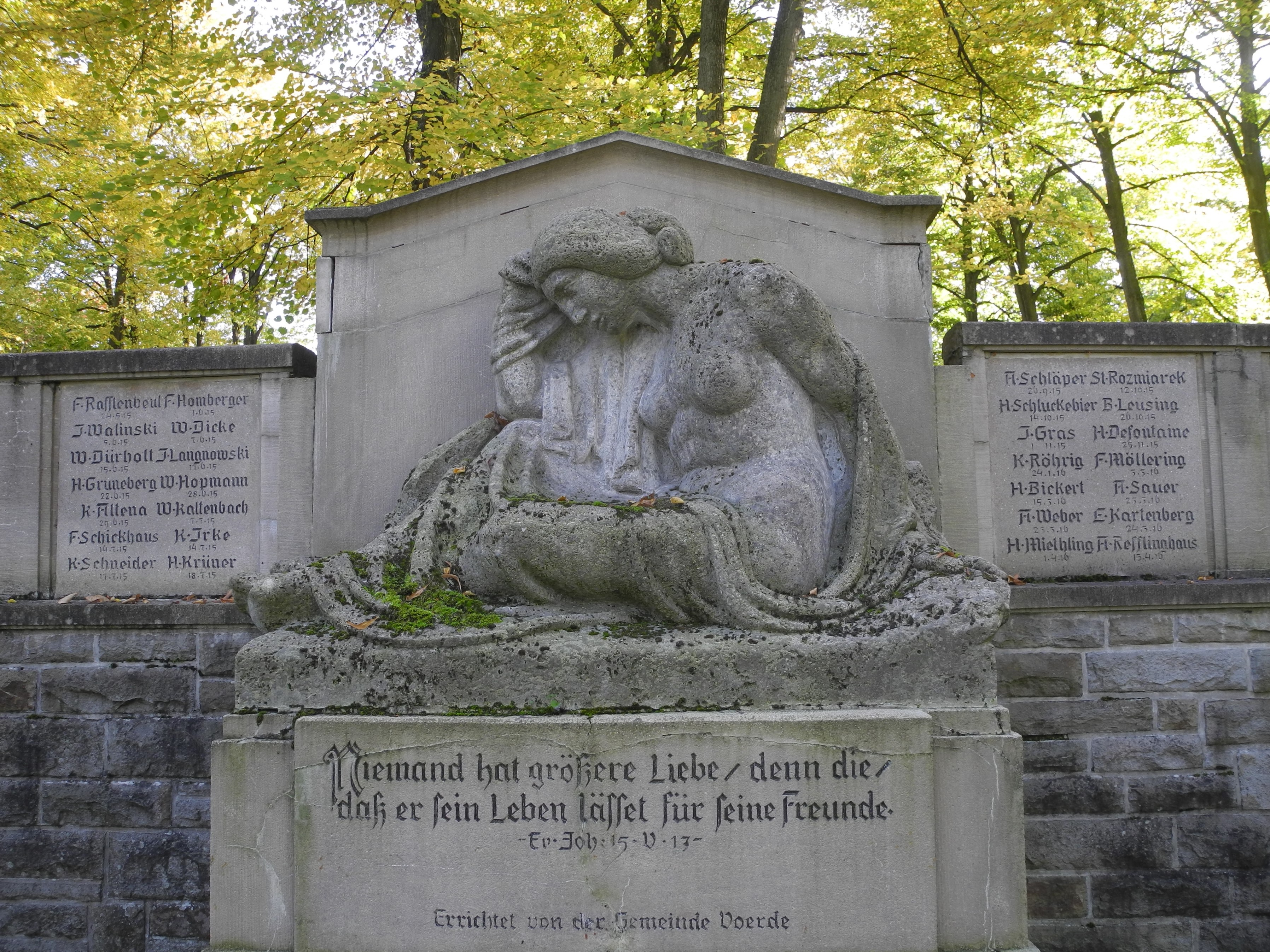
Kriegerehrenmal auf dem Friedhof Voerde

Das Kriegerehrendenkmal Friedhofsweg ist ein Kriegerdenkmal auf dem Friedhof im Ennepetaler Ortsteil Voerde. Es befindet sich östlich der Friedhofskapelle. Es wurde zu Anfang der 1920er Jahre im Auftrag der Gemeinde Voerde errichtet und steht unter Baudenkmalschutz.

## Beschreibung
Das Ehrenmal wurde von dem Kasseler Bildhauer Timäus zum Gedenken an die Gefallenen des Ersten Weltkrieges geschaffen. Auf einer gestuften Basis erhebt sich ein breiter Sockel, in den ein Vers aus dem Johannes-Evangelium eingraviert ist, der Bezug auf das Schicksal der Geehrten nimmt: Niemand hat größere Liebe denn die, dass er sein Leben lässet für seine Freunde (Joh. 15, 13). Auf den Sockel ist eine nur zur Hälfte mit einem Tuch bekleidete weibliche Figur gelagert, die ihren gebeugten Kopf in die rechte Hand stützt. In klassischer kunsthistorischer Tradition ist sie als Allegorie der Trauer zu lesen. Das Denkmal lehnt sich an eine Stützmauer aus Naturstein an, auf der Gedenktafeln mit den Namen der Gefallenen angeordnet sind.